# Bretigney-Notre-Dame
Bretigney-Notre-Dame – miejscowość i gmina we Francji, w regionie Burgundia-Franche-Comté, w departamencie Doubs.
Według danych na rok 1990 gminę zamieszkiwało 95 osób, a gęstość zaludnienia wynosiła 17 osób/km² (wśród 1786 gmin Franche-Comté Bretigney-Notre-Dame plasuje się na 648. miejscu pod względem liczby ludności, natomiast pod względem powierzchni na miejscu 758.).